# Gradina (Šibenik)
Gradina falu Horvátországban Šibenik-Knin megyében. Közigazgatásilag Šibenikhez tartozik.

## Fekvése
Šibenik központjától légvonalban 7, közúton 11 km-re északkeletre, Dalmácia középső részén fekszik. Határában halad el a Šibeniket Kninnel összekötő 33-as számú főút.

## Története
Neve várromot jelöl, melyet a határában található ókori vármaradványról kapott. A település katolikus hívei kezdetben šibenik varoši plébániához tartoztak, de 1861-ben az akkor alapított konjevratei plébániához csatlakoztak. A pravoszláv hívek a konjevratei parókiához tartoznak. 1857-ben és 1869-ben lakosságát még a szomszédos Konjevratéhoz számították. 1880-ban 230, 1910-ben 483 lakosa volt. Az I. világháború után rövid ideig az Olasz Királyság, ezután a Szerb-Horvát-Szlovén Királyság, majd Jugoszlávia része lett. 1991-ben lakosságának 69 százaléka horvát, 29 százaléka szerb nemzetiségű volt. 2011-ben a településnek 303 lakosa volt.

## Lakosság
| Lakosság változása | Lakosság változása | Lakosság változása | Lakosság változása | Lakosság változása | Lakosság változása | Lakosság változása | Lakosság változása | Lakosság változása | Lakosság változása | Lakosság változása | Lakosság változása | Lakosság változása | Lakosság változása | Lakosság változása | Lakosság változása |
| ------------------ | ------------------ | ------------------ | ------------------ | ------------------ | ------------------ | ------------------ | ------------------ | ------------------ | ------------------ | ------------------ | ------------------ | ------------------ | ------------------ | ------------------ | ------------------ |
| 1857               | 1869               | 1880               | 1890               | 1900               | 1910               | 1921               | 1931               | 1948               | 1953               | 1961               | 1971               | 1981               | 1991               | 2001               | 2011               |
| 0                  | 0                  | 230                | 382                | 419                | 483                | 508                | 588                | 601                | 608                | 574                | 511                | 403                | 393                | 333                | 303                |

## Nevezetességei
Szent Demeter tiszteletére szentelt pravoszláv temploma Konjevrate irányában a 33-as főút déli oldalán áll. Körülötte temető található. A templomot 1865-ben építették, de a középkorban szokásos keletelt fekvése is utal arra, hogy középkori alapokra épült. Egyszerű, egyhajós épület homlokzatán nagy méretű nyolcágú rózsaablakkal, felette látható a pengefalú harangtorony benne két haranggal.